# Ruohojärvi (sjö i Lappland, lat 68,77, long 26,45)
Ruohojärvi är en sjö i Finland. Den ligger i kommunen Enare i landskapet Lappland, i den norra delen av landet, 1 000 km norr om huvudstaden Helsingfors. Ruohojärvi ligger 204 meter över havet. Arean är 74,2 hektar och strandlinjen är 5,15 kilometer lång. Sjön  ingår i Pasvik älvs huvudavrinningsområde.   Den ligger vid sjön Menesjärvi. Den sträcker sig 1,7 kilometer i nord-sydlig riktning, och 1,1 kilometer i öst-västlig riktning.